# Alternative Medicine Review
Alternative Medicine Review, abgekürzt Altern. Med. Rev., ist eine wissenschaftliche Fachzeitschrift, die vom Alternative Medicine Review-Verlag veröffentlicht wird. Die Zeitschrift erscheint derzeit mit vier Ausgaben im Jahr. Es werden Arbeiten veröffentlicht, die sich mit dem Einsatz von Alternativ- oder Komplementärmedizin beschäftigen.
Der Impact Factor lag im Jahr 2014 bei 3,833. Nach der Statistik des ISI Web of Knowledge wird das Journal mit diesem Impact Factor in der Kategorie Integrative und Komplementärmedizin an erster Stelle von 24 Zeitschriften und in der Kategorie Pharmakologie und Pharmazie an 48. Stelle von 254 Zeitschriften geführt.